# Guer
Guer (Gwern-Porc'hoed, en bretón) es una comuna francesa situada en el departamento de Morbihan, en la región de Bretaña. 

## Demografía
| 5428 | 5757 | 5922 | 5657 | 5794 | 5560 | 6091 |
| Para los censos de 1962 a 1999 la población legal corresponde a la población sin duplicidades (Fuente: INSEE [Consultar]) |      |      |      |      |      |      |

## Lugares de interés
- Castillo de la Ville-Huë, del siglo XIII, reformado posteriormente